# اسید پنتتیک
اسید پنتتیک (به انگلیسی: Pentetic acid) یک ترکیب شیمیایی با شناسه پاب‌کم ۳۰۵۳ است. شکل ظاهری این ترکیب، جامد بلوری سفید است.